# Sylvia Hoeks
Sylvia Gertrudis Martyna Hoeks (Maarheeze, 1º giugno 1983) è un'attrice e modella olandese.

## Biografia
Sylvia Hoeks ha completato la sua formazione scolastica nel 2001, ma nel frattempo dai 14 anni aveva già affrontato diversi viaggi per l'Europa grazie alla sua attività di modella per la Elite Model Management. Ha scelto poi di continuare la propria carriera frequentando la Toneelacademie Maastricht - institute of performative arts, accademia di recitazione a Maastricht. I primi ruoli rilevanti li ha ottenuti nel 2004, quando ha interpretato il ruolo da protagonista nel telefilm È pericoloso, e nel 2005, quando in Gooische è stata l'amante di Martin Morero.
Dopo aver ricevuto un premio in un festival olandese, ha recitato anche nei film Duska, The Storm e Tirza. Nel 2010 ha interpretato una fuorilegge in una serie drammatica, mentre nel 2011 ha avuto un ruolo nel thriller Adulterio. Nel 2013 ha interpretato la protagonista femminile in La migliore offerta di Giuseppe Tornatore, ottenendo un riconoscimento internazionale, mentre nel 2017 ha recitato in Renegades - Commando d'assalto e in Blade Runner 2049, film diretto dal regista canadese Denis Villeneuve. Nel 2018 prende parte al film Millennium - Quello che non uccide, nel quale interpreta il ruolo di Camilla Salander, sorella della protagonista.

## Filmografia

### Cinema
- Frankie, regia di Fabienne Berthaud (2005)
- Duska, regia di Jos Stelling (2007)
- Tiramisu, regia di Paula van der Oest (2008)
- De Storm, regia di Ben Sombogaart (2009)
- Tirza, regia di Rudolf van den Berg (2010)
- De Bende van Oss, regia di André van Duren (2011)
- Vatertage - Opa über Nacht, regia di Ingo Rasper (2012)
- Het Meisje en de Dood, regia di Jos Stelling (2012)
- La migliore offerta, regia di Giuseppe Tornatore (2013)
- Bro's Before Ho's, regia di Steffen Haars e Flip Van der Kuil (2013)
- Whatever Happens, regia di Niels Laupert (2017)
- Renegades - Commando d'assalto (Renegades), regia di Steven Quale (2017)
- Blade Runner 2049, regia di Denis Villeneuve (2017)
- Millennium - Quello che non uccide (The Girl in the Spider's Web), regia di Fede Álvarez (2018)
- Berlin Nobody, regia di Jordan Scott (2024)

### Televisione
- Vuurzee - serie TV, 24 episodi (2005-2009)
- Staatsgevaarlijk, regia di Marcel Visbeen - film TV (2005)
- Gooische vrouwen - serie TV, 4 episodi (2006)
- Taartman, regia di Annemarie van de Mond - film TV (2009)
- Life Is Beautiful, regia di Jeroen Berkvens e Mark de Cloe - film TV (2009)
- 't Schaep Met De 5 Pooten - serie TV, 3 episodi (2009-2013)
- Bloedverwanten - serie TV, 24 episodi (2010-2014)
- Overspel - serie TV, 32 episodi (2011-2015)
- Berlin Station - serie TV, 2 episodi (2016)
- See - serie TV, 24 episodi (2019-2022)

### Cortometraggi
- Basilicum & Brandnetels, regia di Leyla Everaers (2007)
- Eis frei, regia di Ivan Barbosa (2008)
- Caresse, regia di Jim Taihuttu (2009)
- Het bezoek, regia di Jos Stelling (2010)
- The Story of John Mule, regia di Orly Nurany (2010)
- X-Ray Eyes, regia di Mike van Diem (2010)
- Dominique, regia di Jim Taihuttu (2010)
- All Those Sunflowers, regia di Bram Schouw (2014)
- Follow Me Down, regia di Tine Thomasen (2017)

### Doppiatrice
- Twilight of the Gods - serie animata (2024)

## Doppiatrici italiane
Nelle versioni in italiano delle opere in cui ha recitato, Sylvia Hoeks è stata doppiata da:
- Alessia Amendola in Blade Runner 2049, See
- Claudia Catani in Millennium - Quello che non uccide, Berlin Nobody
- Myriam Catania in La migliore offerta
- Federica De Bortoli in Renegades - Commando d'assalto